# マリレーヌ・ドッス
マリレーヌ・ドッス（Marylène Dosse, 1939年10月23日 - ）は、フランス出身のピアノ奏者。
ドンフロンの生まれ。ジャン・バタヤにピアノの手ほどきを受け、パリ音楽院でジャック・フェヴリエとジャンヌ＝マリー・ダルレの薫陶を受けた。その後、ウィーンでイェルク・デームス、パウル・バドゥラ＝スコダやアルフレッド・ブレンデルらのマスター・クラスを受講した。また、バドゥラ＝スコダの助手としてアメリカに渡り、以後アメリカを中心に演奏活動を展開した。1986年からペンシルベニア州立大学で教鞭をとる。